# Horst Wende
Horst Wende, conosciuto anche come Roberto Delgado e Mister Pepper, (Zeitz, 5 novembre 1919 – Amburgo, 23 gennaio 1996), è stato un compositore, arrangiatore e direttore d'orchestra tedesco.
Egli fece parte dell'ondata di artisti tedeschi che resero popolare la musica easy listening fra gli anni 1960 e gli anni 1970, assieme a Bert Kaempfert e James Last.

## Biografia
Nato in Sassonia, dimostrò interesse per la musica già in tenera età. Iniziò a suonare nella band del nonno in un ristorante all'età di sei anni e nell'adolescenza era in grado di suonate il pianoforte, la fisarmonica, lo xilofono e la marimba. Compì regolari studi musicali al conservatorio di Lipsia.
Venne inquadrato nell'esercito tedesco durante la seconda guerra mondiale e venne fatto prigioniero dagli inglesi. Durante la prigionia nel campo danese di POW, incontro un chitarrista di nome Ladi Geisler, con il quale presto formò un duo. Dopo la fine della guerra, diresse alcuni gruppi (che normalmente comprendevano Geisler) nel The Salambo Night Club e nel René Durand & The Tarantella Night Club vicino al famoso Reeperbahn. Horst suonò anche con i British Service musicians e big band come Edmundo Ros. Stabilitosi ad Amburgo, entrò a far parte della scena musicale fiorente della città portuale. Firmò un contratto con l'etichetta Polydor nel 1950, e fondò un'orchestra di fisarmoniche con il proprio nome. Iniziò anche a fare registrazioni di musica latina con lo pseudonimo di Roberto Delgado & Mister Pepper. Gli album di Delgado divennero molto popolari in tutta Europa e poi trovarono ottimo gradimento nel Regno Unito ed in Nord America dove Polydor aprì diverse filiali internazionali. La Polydor aveva già due top pop star orchestre dirette da Bert Kaempfert e James Last e molti dei loro estimatori iniziarono a comprare i dischi di Delgado. Si noti che Wende registrò il suo album con lo stesso gruppo di musicisti di studio che avevano registrato per Kaempfert e Last. Infatti, il chitarrista Ladi Geisler aveva fornito il profondo suono di basso all'orchestra di Kaempfert.
Le registrazioni di Delgado erano inizialmente incentrate sulla musica latina, ma coprivano comunque un numeroso numero di generi diversi spaziando dalla musica africana, a quella italiana, russa, greca e giamaicana per giungere ai musical di Broadway ed ai successi dell'epoca. Si può arguire come Wende/Delgado contribuirono al periodi di pionierismo della worl music. Egli provò a far breccia nel mercato tedesco dei singoli con la sua versione di “Mexico” nel 1962. Egli arrangiò anche pezzi per altri artisti tedeschi come il cantante folk/pop Knut Kiesewetter.
Come per la maggior parte delle orchestre pop contemporanee, la popolarità di Wende andò scemando dal 1980, e poco a poco si ritirò dal mercato. Negli ultimi anni, la sua musica divenne nuovamente popolare e alcuni dei suoi dischi sono stati ristampati su CD.

## Discografia Parziale

### Discografia come Horst Wende
- Love Letters (HW, 1959)
- Richtig tanzen-spielend leicht (HW, 1961)
- Bei Pfeiffers ist Ball (HW, 1962)
- Blaue Nacht im Hafen (HW, 1964)
- Happy Harmonica (HW, 1967)
- Accordeon a la carte 2 (HW, 1968)
- Wenn das Schifferklavier an Bord ertönt (HW, 1968)
- Hits a la carte (HW, 1969)
- 1955	International Polka Favourites HW
- 1957	Oriëntal Caravan HW
- 1958	Africana HW
- 1960	Blaue Nacht Am Hafen HW
- 1961	In Strikt Danstempo HW
- 1962	Bei Pfeiffers Ist Ball HW
- 1962	Portrait Of Horst Wende
- 1966	Accordion A La Carte Vol.1.  HW
- 1967	Happy Harmonica HW
- 1968	Wenn Das Schifferklavier An Bord Ertönt HW
- 1969	Accordion In Gold HW
- 1969	Accordion A La Carte Vol.2.  HW
- 1970	Accordéon HW
- 1972	Happy Accordion HW
- 1972	Wir Stehen Auf Akkordeon Vol.1.  HW
- 1974	Wir Stehen Auf Akkordeon Vol.2.  HW
- 1976	Akkordeon Schlager-Parade HW
- 1976	Akkordeon Schlager-Parade Zug Um Zug HW
- 1977	Die grosse Aktuelle Hammond Schlager-Parade HW
- 1977	Die Grosse Aktuelle Akkordeon Hitparade HW

### Discografia come Roberto Delgado
- Along Mexican Highways (RD, 1959)
- Delgado Hits Pan-Americana (RD, 1962)
- Tanz in der Taverne (RD, 1964)
- Along Mexican Highways 2 (RD, 1965)
- Caramba (RD, 1965)
- Blue Hawaii (RD, 1965)
- Tanz durch's Musical-Wunderland (RD, 1966)
- Accordeon a la carte (HW, 1966)
- Caramba 2 (RD, 1967)
- Spanish Eyes (RD, 1968)
- Marimba a la carte (RD, 1968)
- Blue Hawaii 2 (RD, 1969)
- Latin a la carte (RD, 1969)
- Calypso a la carte (RD, 1970)
- This Is Reggae (RD, 1970)
- Caramba 3 (RD, 1970)
- The Very Best of Roberto Delgado (RD compilation, 1970)
- African Dancing (RD, 1970)
- Samba Caramba South America Ole (RD compilation, 1971)
- South America – Let's Dance (RD, 1971)
- Fiesta For Dancing (RD, 1973)
- Die Bouzouki klingt (RD, 1974)
- Fiesta For Dancing 2 (RD, 1975)
- Die Bouzouki klingt 2 (RD, 1976)
- Fiesta For Dancing 3 (RD, 1976)
- Caramba 2000 (RD, 1977)
- 20 South America Dancing Hits (RD compilation, 1977)
- Dancing Queen (RD, 1978)
- Die Balalaika klingt (RD, 1979)
- Roberto Delgado Meets Kalinka (RD, 1979)
- Jamaica Disco (RD, 1979)
- Music Box Dancer (RD, 1979)
- Tanz unter tropischer Sonne (RD, 1980)
- Blue Tropical (RD, 1981)
- 1957	Romance Em Veneca RD
- 1960	Dance To Delgado
- 1962	Portrait Of Roberto Delgado
- 1962	Along Mexican Highways Vol.1.  RD
- 1963	Delgado Hits Pan Americana
- 1963	Latin Americana RD
- 1964	Olé Roberto Delgado
- 1964	Night Club Dancing Vol.1.  RD
- 1965	Letkiss RD
- 1965	Blue Hawaii Vol.1.  RD
- 1965	Caramba Vol.1.  RD
- 1965	Along Mexican Highways Vol.2. RD
- 1965	South Of The Border RD
- 1965	Camino De Mexico RD
- 1965	Night Club Dancing Vol.2.  RD
- 1966	Tanz Durch's Musical Wunderland RD
- 1966	Show Dancing RD
- 1966	Italian Romance RD
- 1966	Delgado Dancing
- 1966	Tanz In Der Taverne RD
- 1967	Holiday In Israël RD
- 1967	Caramba Vol.2.  RD
- 1968	Holiday In Scandinavia RD
- 1968	Acapulco Holiday RD
- 1968	Tanz Im Weissen Rössl RD
- 1968	Marimba A La Carte RD
- 1968	Dancing Rebecca RD
- 1968	Latino Dancing RD
- 1968	Blue Hawaii Vol.2.  RD
- 1968	Spanish Eyes RD
- 1968	Hifi Stereo RD
- 1969	Latin Rendez-Vous With RD
- 1969	Hits A La Carte RD
- 1969	Latin A La Carte RD
- 1969	This Is Roberto Delgado
- 1970	Hawaiian Nights RD
- 1970	Calypso A La Carte RD
- 1970	This Is Reggae RD
- 1970	Caramba Vol.3.  RD
- 1970	The Very Best Of Roberto Delgado
- 1970	Vibraphone A La Carte RD
- 1970	African Dancing RD
- 1970	Samba Caramba South America Olé  RD
- 1970	Latin Flutes RD
- 1971	South America Let's Dance RD
- 1972	Latin Special  '72 RD
- 1973	Fiësta For Dancing Vol.1.  RD
- 1973	Happy South America Stargala RD
- 1974	Die Bouzouki Klingt Vol.1.  RD
- 1974	Dance Time With Roberto Delgado
- 1974	Roberto Delgado
- 1975	Fiësta For Dancing Vol.2.  RD
- 1975	20 South America Dancing Hits RD
- 1975	South America My Love RD
- 1976	Die Bouzouki Klingt Vol.2.  RD
- 1976	Latin Rhythms RD
- 1977	Die Grossen Orchester Der Welt RD
- 1977	Fiësta For Dancing Vol.3.  RD
- 1977	Fiësta Caramba 2000 RD
- 1977	The Best Of The Best Of Roberto Delgado
- 1977	Fiësta For Dancing Vol.4.  RD
- 1977	Roberto Delgado In gold
- 1977	Buenos Dias olé  RD
- 1977	Concerto D'Aranjuez RD
- 1978	Die Balalaika klingt RD
- 1978	Music Box Dancer RD
- 1979	Jamaica Disco RD
- 1979	Roberto Delgado Meets Kalinka
- 1980	Vacation In The Sun RD
- 1980	Fiësta Colombiana & Los Paraguayos RD
- 1980	Da Capo Roberto
- 1980	Tropical Sun Dance RD
- 1981	Blue Tropical RD
- 1996	El Humahuaqueno RD CD
- 1998	Happy South America RD 2CD
- 1999	Happy Holiday Collection RD 2CD
- 2000	Lounge Legends RD CD
- 2000	20 South America Dancing Hits RD CD
- 2000	Camino De Mexico RD CD

### Discografia come Mister Pepper
- 1967	Drops MP

### Discografia come Ladi Geisler con la Horst Wende Orchestra
- 1968	Guitar A La Carte Vol.1.  LG
- 1969	Guitar A La Carte Vol.2.  LG

### Raccolte
- Schlagerrennen '64 (Various Artists, 1964)
- Night Club Dancing 2 (RD & HW compilation, 1966)